# Форт Патнем
Форт Патнем (англ. Fot Putnam) — колишній військовий гарнізон під час Революційної війни у Вест-Пойнті, Нью-Йорк (США). Побудований полком полковника Руфуса Патнема у 1778 році з метою підтримки Форту Клінтон, який був розташований на краю річки Гудзон на відстані 3/4 милі. Форт був перебудований та розширений у 1794 році, перш ніж знесилитися, оскільки військовий гарнізон у Вест-Пойнті на початку 19 століття застарів. У 1909 році форт був збережений як історичний об'єкт і з того часу постійно перебував у процесі збереження. Перебуваючи на висоті 500 футів над рівнем моря, він був найбільшим гарнізоном Вест-Пойнт під час Революційної війни. Нині порт перебуває під керівництвом директора музею Вест-Пойнту Девіда М. Ріла та керується Гарнізоном армії США у Вест-Пойнті. Доступ до форту є сезонним.

## Будівництво
У 1778 році генерал Александр Макдугалл написав: «Джон Парсон, Клінтон і полковник Деларадір пішли зі мною, щоб побачити скелю та Кроун Хіллз у тилу наших робіт…» (Форт Клінтон). Тадеуш Костюшо переконав їх у необхідності відстоювати Кроун Хіллз та зробив відповідні креслення. Генерал Ізраїль, молодший двоюрідний брат Патнема, Полковник Руфус Патнем і триста чоловік прибули на чотирьох шхунах з матеріалами для будівництва Форту Патнем. Макдугалл писав: «Пагорб, який полковник Патнем зміцнює, є найбільш важливим з тих, що ми можемо зараз взяти на себе…східні частини цієї роботи повинні бути сконструйовані таким чином, щоб керувати рівниною».